# Кассель Хаскіс
«Кассель Хаскіс» (нім. Kassel Huskies) — німецький хокейний клуб з міста Кассель, який виступає у німецькій хокейній лізі Друга Німецька хокейна ліга. Кольори клубу синій та білий.

## Історія
Хокейний клуб «Кассель Хаскіс» у Німецькій хокейній лізі (DEL) виступав з 1994 по 2005 рік. Найбільші досягнення клубу — це звання віце-чемпіона Німеччини у 1997 році та фіналіст Кубка Німеччини в 2004 році. У 2004 році молодіжна команда «Кассель Хаскіс» виграла чемпіонат Німеччини серед молоді.

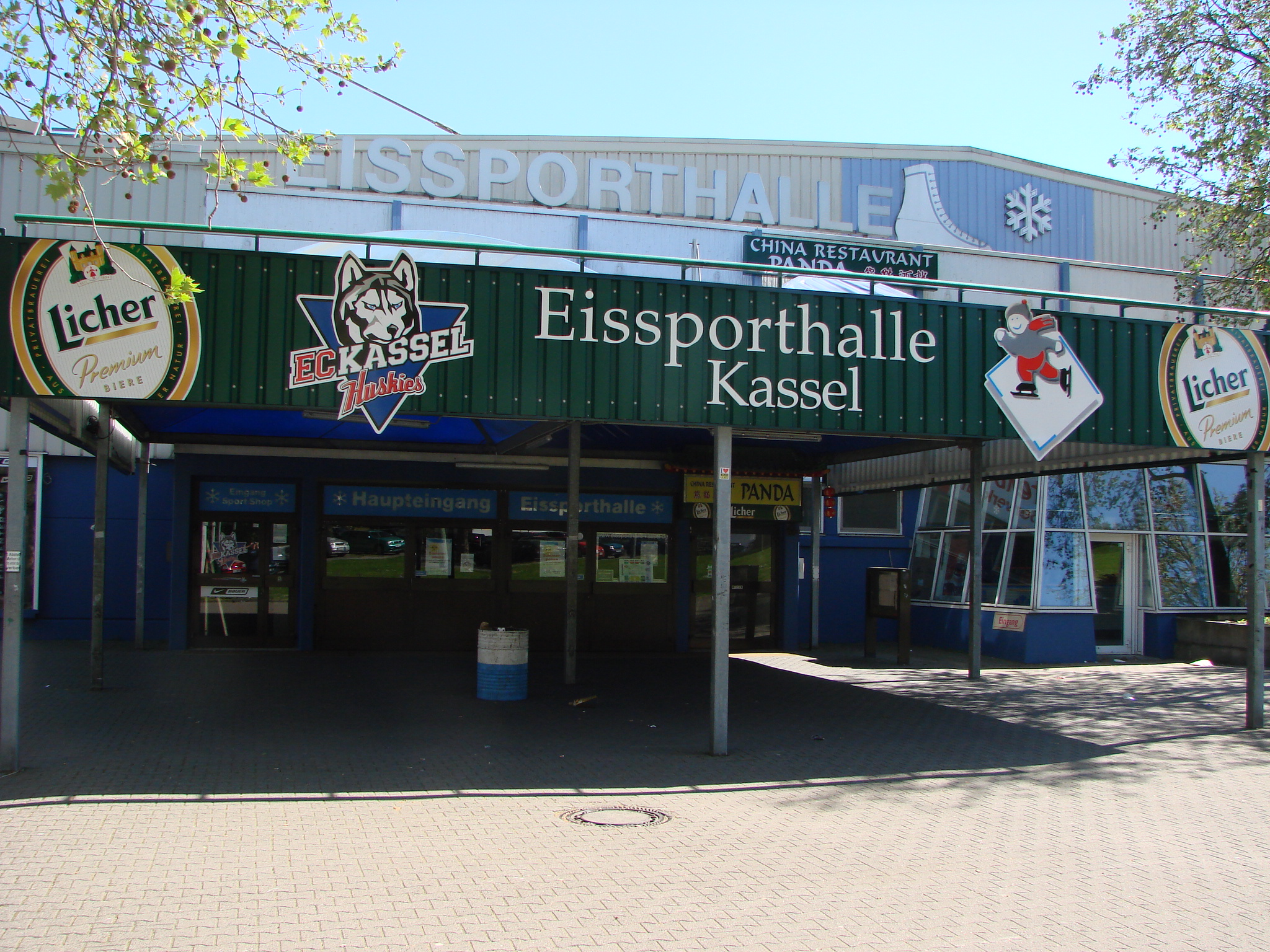
«Айсшпортгалле Кассель»

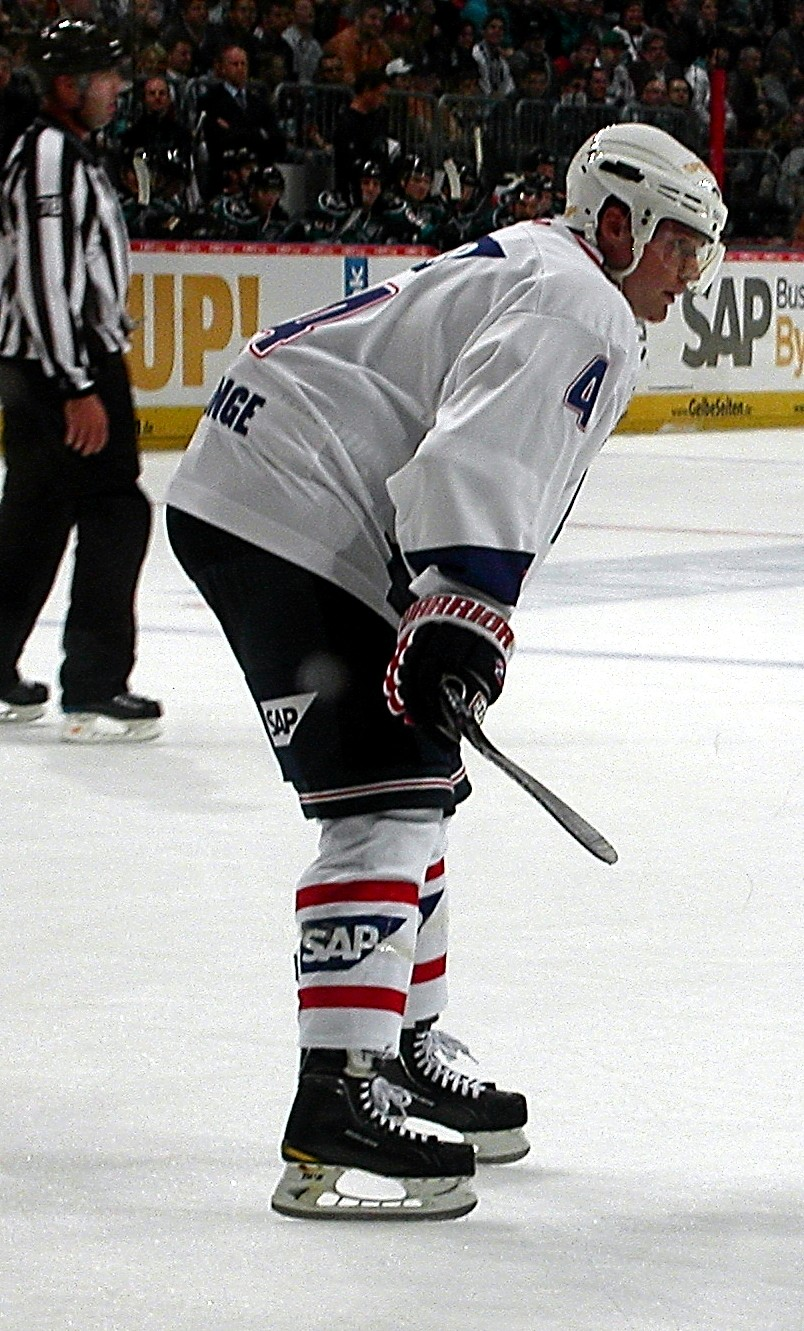
Капітан команди Мануель Клінге

Згодом був складний період, пов'язаний з фінансовими негараздами, і клуб перейшов у нижчу лігу DEL2. Однак у сезоні 2008/09 клуб повернувся у головну Німецьку хокейну лігу. 
Проте вже наступного 2010 року, в зв'язку з браком фінансування, збанкрутував та був ліквідований.
У сезоні 2014/15 років «Кассель Хаскіс» знову був відроджений та почав виступати у лізі DEL2. У сезоні 2015/16 років клуб став переможцем ліги DEL2.

### Назви клубу
- ЕСГ «Кассель» (1977—1987)
- ЕК «Кассель» (1987—1994)
- «Кассель Хаскіс» (1994—2010)
- ЕС «Кассель Хаскіс» (з 2010 року)

## Досягнення
- Віце-чемпіон Німеччини 1997 року
- Фіналіст Кубка Німеччини 2004 року
- Чемпіон DEL2 у 2008 та 2016 роках
- Віце-чемпіон DEL2 у 2007 році
- Чемпіон Німеччини серед молоді у 2004 році

## Відомі гравці, які виступали за клуб
- / Пол Бералдо
- Іван Дроппа
- Рогер Ганссон
- Корі Гірш
- Марк Грейг
- Франсуа Ґей
- Грег Джонстон
- Тед Друрі
- Фабіо Карчіола
- Клаус Катан
- Антон Кріннер
- Тед Кроулі
- Рон Паско
- Штефан Ретцер
- Кріс Роглес
- Александер Серіков
- Людвик Синовець
- Брент Федик
- Павел Цагаш
- Ганс Цах